# Martinet polioure
Chaetura brachyura
Espèce
Synonymes
- Acanthylis brachyura Jardine, 1846
(protonyme)

Statut de conservation UICN

 LC  : Préoccupation mineure
Le Martinet polioure (Chaetura brachyura) est une espèce d'oiseaux de la famille des Apodidae.

## Répartition
Son aire s'étend notamment à travers l'Amazonie et le plateau des Guyanes.